# Katrin Ströbel
Katrin Ströbel (ur. 22 kwietnia 1961) – niemiecka lekkoatletka specjalizująca się w rzucie oszczepem. W czasie swojej kariery reprezentowała Niemiecką Republikę Demokratyczną.
Największy sukces w karierze odniosła w 1979 r. w Bydgoszczy, zdobywając srebrny medal mistrzostw Europy juniorek. 

## Rekordy życiowe
- rzut oszczepem – 59,28 – Halle 30/06/1979[2]